# Природні будівельні матеріали
Природні будівельні матеріали — природні матеріали, які використовуються для одержання будівельних матеріалів шляхом їх відносно нескладної обробки.
До основних промислових природних будівельних матеріалів належать будівельна деревина (так званий ліс), кам'яні матеріали, а також в'язкі речовини гірського походження. Нерудні будівельні матеріали одержують зі скельних і пухких порід. До власне нерудних будівельних матеріалів відносять природні неорганічні зернисті сипучі будівельні матеріали з середньою густиною більше 2000 кг/м3, які одержують без зміни хімічного складу і фазового стану вихідної сировини.
До непромислових природних будівельних матеріалів належать матеріали, що є доступними в окремих кліматичних зонах і використовуються при будівництві непромисловим способом. До таких матеріалів належать очерет, комиш, лоза, бамбук, листя пальми тощо.

## Класифікація природних будівельних матеріалів
Див. Класифікація природних будівельних матеріалів
- Скельні гірські породи залежно від умов утворення поділяються на вивержені, осадові і метаморфічні, до пухких порід належать гравійні, гравійно-піщані і піщані.
  - До вивержених гірських порід, найчастіше застосовуваних у будівництві, належать граніт, діорит, сієніт, габро, діабаз, андезит, базальт. Для них характерні висока міцність і щільність, густина, морозостійкість, трудність обробки, здатність поліруватися, гарний зовнішній вигляд, розмаїтість розцвічення. Тому вони широко використовуються для облицювання, зведення монументальних споруд і архітектурних деталей.
  - До вивержених також належать різні вулканічні породи: попіл, пемзи, туфи, лави. Для них характерні невелика міцність і щільність, густина, висока пористість. Вони застосовуються при зведенні стін, як заповнювачі легких і теплих бетонів та активних добавок при виробництві в'язких речовин.
  - До осадових гірських порід, застосовуваних у будівництві, належать пісковик, вапняк, гіпс, доломіт.
  - До метаморфічних гірських порід, застосовуваних у будівництві, відносять гнейси, глинисті сланці, мармур, кварцити.

Будівельні гірські породи характеризуються петрографічним складом і фізико-механічними властивостями. Фізико-механічні властивості гірських порід суттєво визначають можливість використання їх як нерудної сировини для виробництва щебеню, гравію, піску і їх суміші, а також безпосередньо у вигляді незбагаченої маси в будівництві.

## Вимоги до будівельних матеріалів

### Вимоги до якості кам'яних матеріалів
Вимоги до якості щебеню, гравію і щебеню з гравію:
- Щебінь з природного каменя, гравій і щебінь з гравію для будівельних робіт, середня густина яких більше 2000 кг/м3, можуть застосовуватись для виготовлення важких бетонів, монолітних і збірних бетонних і залізобетонних конструкцій, як баластний шар залізничного шляху. Щебінь з супутніх порід, з відходів гірничо-збагачувальних підприємств може використовуватись як основа і покриття автодоріг. Щебінь, гравій природний і дроблений пісок можуть застосовуватись в асфальтобетонних дорожніх і аеродромних сумішах і асфальтобетоні.
- Щебінь, гравій і щебінь з гравію характеризуються гранулометричним і петрографічним складом, вмістом зерен пластинчастої і голкуватої

(для щебеню) форми, міцністю, вмістом зерен слабких порід, грудкової глини, глинистих, мулистих і пилоподібних частинок, морозостійкістю, густиною, пористістю і водопоглиненням.
Гранулометричний склад:
- Передбачена можливість випуску щебеню і гравію чотирьох фракцій 5 — 10, 10 — 20, 20 — 40 і 40 — 70 мм, що обумовлено закономірностями гранулометричного складу продуктів дроблення природного гравію. Стандартом допускається також випуск суміші двох суміжних фракцій, напр., 5 — 20 мм. При поставці заповнювача для гідротехнічного бетону можливе збільшення крупності матеріалу до 150 мм. Регламентується вміст дрібніших d, крупніших D і проміжних зерен.
- Регламентується й гранулометричний склад щебеню і гравію однієї фракції (5 — 10, 10 — 20, 20 — 40, 40 — 70, 70 — 120 і 120—150 мм), а також деяких змішаних (5 — 20, 10 — 40 і 20 — 70 мм) і проміжних (10 — 15 і 15 — 20 мм) фракцій.
- Форма зерен щебеню буває кубоподібною, гострокутною, пластинчастою і голкуватою, а гравію — округлою і обкатаною. Для зерен пластинчастої і голкуватої форми характерно, що довжина зерна більше ніж в три рази перевищує його ширину або висоту. Для зерен кубоподібної форми характерно, що ширина і висота зерна більше ніж в три рази перевищує його довжину.

За вмістом зерен пластинчастої і голкуватої форми щебінь підрозділяють на звичайний (25 — 35 % по масі), поліпшений (15 — 25 %) і кубоподібний (до 15 %).
Форма зерен гравію не регламентується.
Міцність щебеню і гравію для будівельних робіт оцінюється маркою міцності. Для щебеню з природного каменя вона визначається за втратою маси при стиску в циліндрі.
Марка гравію і щебеню з гравію за дробимістю установлюється по масі втрат при стиранні в циліндрі.
Щебінь і гравій для будівництва автодоріг оцінюють марками за міцністю, які визначають за результатами досліджень на дробимість при стиску в циліндрі та стиранність в поличному барабані. Марка щебеню за міцністю для баластного шару залізничного полотна визначається втратою маси при дослідженні на стиранність в поличному барабані.
Вміст зерен слабких порід (з межею міцності на стиск в насиченому водою стані до 20 МПа) в щебені і гравії знижує міцність і довговічність
бетонних конструкцій, тому для кожної марки встановлено обмеження на їх вміст.
Вміст дроблених зерен є характеристикою щебеня з гравію. До дроблених зерен належать такі, у яких більше половини поверхні утворено розколюванням. В щебені з гравію повинно бути не менше 80 % по масі дроблених зерен.
Морозостійкість одна з основних властивостей щебеню і гравію. Морозостійкість характеризується зміною (втратою) маси при визначеному числі витриманих циклів перемінного заморожування і відтавання. Попередня оцінка морозостійкості щебеню і гравію виконується їх перемінним насиченням в розчині сірчанокислого натрію і висушуванням в сушильній шафі. При цьому визначають втрати маси за рахунок розширення кристалів сірчанокислого натрію внаслідок гідратації, що рівносильне тиску льоду в порах. В табл. 7.26 наведена класифікація щебеню і гравію за морозостійкістю з урахуванням різних способів її визначення.
Вміст глинистих домішок. Вміст глинистих, мулистих і пилоподібних частинок не повинен перевищувати 2 % по масі в щебені марок 600—1200
з осадових порід і 1 % в щебені з вивержених і метаморфічних порід. В щебені марок 200—400 допускається до 3 % таких частинок. В гравії і щебені з гравію марок Др 8, Др 12 і Др 16 допустимий вміст глинистих, мулистих і пилоподібних частинок складає 1 %, а в гравії і щебені з гравію марки Др 24 — 3 %. Вміст грудкової глини в гравії і щебені з гравію марок Др 8, Др 12 і Др 16 не повинно перевищувати 0,25 %, а марки Др 24 — 0,5 %.
Вимоги до якості щебеню з шлаку
Можливість використання щебеню з доменного шлаку для виробництва бетону залежить від стійкості його структури. Якщо в результаті пропарювання або обробки щебеню в автоклаві його втрати по масі не перевищують 5 %, його структура вважається стійкою. За гранулометричним складом і морозостійкістю щебінь з доменного шлаку повинен відповідати тим же вимогам, що й щебінь з гірських порід. Щебінь з шлаку не повинен містить сторонніх домішок і металічних включень, вміст в ньому зерен пластинчастої і голкуватої форми не повинен перевищувати 25 % по масі, а сірки — 2,5 %.
Міцність щебеню з шлаку оцінюється витратами при роздавлюванні в циліндрі.
Вміст пилоподібних частинок в щебені з шлаку марок Др 15 і Др 25 повинно складати 2 %, а марок Др 35 і Др 45 — 3 %.
Вимоги до якості піску
Піски для будівельних робіт підрозділяють на природні і дроблені. При переробці природного піску одержують збагачений пісок, з якого після промивки видаляють фракцію 0 — 0,05 мм. Дроблений пісок одержують при дробленні щебеню і гравію. Після його промивки одержують збагачений пісок з відсівів дроблення.
Піски для будівельних робіт характеризуються гранулометричним складом, модулем крупності, вмістом глинистих, мулистих і пилоподібних
частинок.
Гранулометричний склад піску визначають розсівом на стандартних ситах з квадратними чарунками розміром 2,5; 1,25; 0,63; 0,315 і 0,16 мм.
Залежно від гранулометричного складу піски підрозділяються на п'ять груп за крупністю.
В пісках всіх типів нормується вміст зерен крупніше 5 мм і дрібніше 0,16 мм.
В піску повинно міститися не більше 0,5 % зерен гравію крупніше 10 мм. В гравійному і гравійно-піщаному баласті для залізничного шляху нормується вміст гравію і піску різних фракцій крупності.
Суміші піщано-гравійні для дорожнього будівництва повинні містити від 10 до 95 % фракції + 5 мм, найбільша крупність гравію не повинна перевищувати 70 мм. Вміст глинистих домішок нормується в залежності від виду піску.
В піску з відсівів дроблення, призначеного для дорожньо-будівельних
робіт, і в природному дуже дрібному піску, призначеному для застосування в штукатурних розчинах, допускається вміст пилоподібних і глинистих частинок до 7 % по масі.
Вимоги до якості вапнякового борошна
Карбонатне борошно, що виробляється з відсівів дроблення і застосовується як мінеральне добриво, підрозділяється на три види: борошно, що порошить; борошно, що слабо порошить; борошно вогкомелене. Борошно
регламентується за вмістом CaCO3 + MgCO3 (не менше 85 %), вмістом вологи і гранулометричним складом.
Вапнякове борошно випускається двох класів: І — з вапняків і доломітів, ІІ — з крейди.